# Sattel
Sattel (toponimo tedesco) è un comune svizzero di 1 911 abitanti del Canton Svitto, nel distretto di Svitto.
Sorge sull'antico passo del Sattel, unica via, in passato, per passare dai cantoni Uri e Svitto al Canton Zurigo, ed è caratterizzato da inverni rigidi e freddi, mentre le estati risultano fresche. Stazione sciistica, Sattel è attrezzata con sei piste da sci.